# Verduzzo Friulano
Ne doit pas être confondu avec Verduzzo trevigiano.
Le verduzzo friulano est un cépage italien de raisins blancs.

## Origine et répartition géographique
Il provient du nord de l’Italie.
Il est classé cépage d'appoint en DOC Colli Orientali del Friuli, Friuli Annia, Friuli Aquileia, Friuli Grave, Friuli Isonzo et Friuli Latisana. Il est classé recommandé dans les provinces Trévise et Venise en Vénétie et les provinces Gorizia, Pordenone et Udine en Frioul-Vénétie Julienne. Il est autorisé pour la Sardaigne. En 1998, il couvrait 1.797 ha.

## Caractères ampélographiques
- Extrémité du jeune rameau duveteux vert blanchâtre à liseré faiblement carminé.
- Jeunes feuilles vert clair à reflets dorés, pubescent en dessous.
- Feuilles adultes, entière ou à 3 lobes avec des sinus supérieurs en V peu profonds, un sinus pétiolaire en V ouvert, des dents ogivales, moyennes, en deux séries, un limbe glabre ou légèrement pubescent.

## Aptitudes culturales
La maturité est de troisième époque tardive : 35 jours après le chasselas.

## Potentiel technologique
Les grappes sont petites à moyennes et les baies sont de taille moyenne. La grappe est pyramidale et ailée. Le cépage est de bonne vigueur et de bonne production assez régulier.
Il est utilisé à la vinification. Les vins blancs sont d'une couleur jaune doré, assez tannique et alcoolique. Il est souvent assemblé avec d'autres cépages.

## Synonymes
Le verduzzo friulano est connu sous les noms de ramandolo, romandolo, veduzz, verdana, friulana, verdicchio friulano, verduc, verduz, verduza, verduzzo, verduzzo giallo, verduzzo verde.

## Sources
1. ↑  « vivc.de/datasheet/dataResult.p… »(Archive.org • Wikiwix • Archive.is • Google • Que faire ?).